# آيت أشقي (أولاد امطاع)
آيت أشقي هي إحدى مشيخات المملكة المغربية، تتبع جغرافيا لإقليم الحوز وإداريًا لأولاد امطاع. يقدر عدد سكانها بـ 3505 نسمة حسب الإحصاء الرسمي للسكان والسكنى لسنة 2004.